# زیردریایی یو-۴۲۷
زیردریایی یو-۴۲۷ (به انگلیسی: German submarine U-427) یک زیردریایی بود که طول آن ۶۷٫۱ متر (۲۲۰ فوت ۲ اینچ) بود. این زیردریایی در سال ۱۹۴۳ ساخته شد.